# Отто Штапф
Отто Штапф (нім. Otto Stapf, 23 березня 1857 — 3 серпня 1933) — австрійський ботанік. Автор ботанічних таксонів.

## Біографія
Отто Штапф народився 23 березня 1857 року. Отримав вчений ступінь кандидата наук у 1882 році. Захистив докторську дисертацію у 1887 році у Віденському університеті.
З 1891 по 1922 роки Отто Штапф працював в Англії, де був завідувачем гербарію у Королівських ботанічних садах К'ю. У 1908 році він членом Лондонського королівського товариства. Штапф був також членом Лондонського Ліннеївського товариства. У 1927 році нагороджений медаллю Ліннея. Штапф зробив значний внесок у ботаніку, описавши безліч видів рослин. Спеціалізувався на мохоподібних і насінних рослинах.
Отто Штапф помер 3 серпня 1933 року .

## Епоніми
На честь Штапфа названо:
- рід Stapfiella Gilg. (родина Turneraceae)
- рід Stapfiola O. Kuntze (родина Poaceae)
- рід Stapfiophyton H.L.Li (родина Melastomataceae)